# Lucy Sante
Lucy Sante, nata Luc Sante (Verviers, 25 maggio 1954) è una saggista e critica musicale belga naturalizzata statunitense.

## Biografia
Sante nacque in Belgio nel 1954 ed emigrò con la famiglia negli Stati Uniti nei primi anni sessanta. Dopo aver conseguito la laurea all'Università Columbia nel 1976, lavorò come assistente di Barbara Epstein al The New York Review of Books, contribuendo alla rivista con articoli di argomento artistico, cinematografico e fotografico.
Nel 1989 vinse il Premio Whiting per la saggistica, mentre nel 1991 pubblicò il libro Low Life: Lures and Snares of Old New York, che le valse la Guggenheim Fellowship nel 1992. Nel 1997 vinse il premio letterario dell'American Academy of Arts and Letters, mentre nel 1998 vinse un Premio Grammy per il saggio allegato alla nuova edizione dell'Anthology of American Folk Music.
Nel 2002 lavorò come consulente al film Gangs of New York, diretto da Martin Scorsese, con cui scrisse e pubblicò un diario di lavorazione del progetto. Nel 2007 tradusse in inglese Romanzi in tre righe di Félix Fénéon. Durante gli anni novanta insegnò scrittura creativa alla Columbia, mentre dal 1999 al pensionamento nel 2023 ha insegnato scrittura e storia della fotografia al Bard College.
Nel 2021, all'età di sessantasette anni, ha fatto coming out come donna trans; avrebbe descritto l'esperienza nella sua autobiografia  I Heard Her Call My Name: A Memoir of Transition (2024). Prima della transizione di genere, era stata sposata con la scrittrice Melissa Holbrook Pierson, da cui aveva avuto un figlio.

## Opere tradotte in italiano
- C'era una volta New York, Storia e leggenda dei bassifondi, traduzione di A. Mioni, Padova, Alet, 2010, ISBN 88-7520-121-8.